# 블라디미르 코스틴 (스피드스케이팅 선수)
블라디미르 발레리예비치 코스틴(러시아어: Влади́мир Вале́рьевич Ко́стин, 1976년 1월 21일~)은 카자흐스탄의 스피드스케이팅 선수이다. 솔트레이크시티에서 열린 2002년 동계 올림픽에 1500m와 5000m 종목에 출전했다.